# Herb Jarmen
Herb Jarmen – herb miasta Jarmen stanowi hiszpańską tarczę herbową, na której na srebrnym tle czerwony zamek z zamkniętą złotą bramą, z niebieskim dachem, z trzema oknami dachowymi w części środkowej oraz dwoma oknami łukowymi po jednym w wieżach o niebieskiej kopule, prawa wieża zakończona złotym krzyżem patriarchalnym a poniżej złotym wiatrowskazem, lewa wieża zakończona złotym krzyżem łacińskim, poniżej złoty wiatrowskaz; pomiędzy wieżami wznosi się czerwony gryf ze złotymi szponami. 
Herb został zaprojektowany przez heraldyka Heinza Kippnicka ze Schwerina i zatwierdzony w 2001 przez Ministerstwo Spraw Wewnętrznych (Bundesministerium des Innern, für Bau und Heimat).

## Objaśnienie herbu
Herb zaprojektowany został według pieczęci rady z 1842. Nawiązuje do symbolu miasta jakim jest zamek, oraz symbolu władzy, czyli herbu Książąt pomorskich. Herb ten ilustruje przynależność miasta do dawnego Księstwa pomorskiego.